# Rainbow Warrior III
Pour les articles homonymes, voir Rainbow Warrior.
Le Rainbow Warrior III est le navire amiral de Greenpeace. Sa construction achevée, il remplace le Rainbow Warrior II depuis octobre 2011, au moment où l'ONG a fêté son quarantième anniversaire.
Au contraire de ses prédécesseurs, deux anciens chalutiers modifiés, le Rainbow Warrior III est le premier navire construit spécialement pour les campagnes de l'organisation. La coque a été assemblée à Gdańsk en Pologne et est arrivée, le 18 novembre 2010, à Bremerhaven en Allemagne, où la construction s'est terminée.
Il a été officiellement inauguré le 14 octobre 2011 au même endroit.

## Spécifications
Grâce à ses 1 325 m2 de voilure répartis sur cinq voiles et deux mâts, le navire est conçu pour naviguer à la voile aussi souvent que possible. Quand les conditions ne le permettront pas, un moteur hybride ZF Marine Diesel-électrique de 300 kW prendra le relais, lui donnant une vitesse de 11 nœuds. Quand une vitesse plus importante devra être atteinte, le moteur principal de 1 425 kW pourra être connecté, le navire atteindra alors une vitesse maximale de 16 nœuds.
La superstructure et les espars du navire sont en aluminium et la coque en acier. Les deux mats sont de type « A-frame », plus solide que les mats conventionnels, et les voiles pourront être rangées et déployées automatiquement pour faciliter le gréement.
La coque est construite de manière à minimiser la résistance à l'avancement, ce qui permettra aussi de diminuer l'énergie nécessaire à la propulsion. Les citernes du navire ont une capacité de 110 000 litres de combustible et de 32 000 litres d'eau douce. À bord, le traitement des eaux usées se fait par voie biologique permettant de réduire les pertes. L'énergie nécessaire à la production d'eau chaude et au chauffage des cabines provient du recyclage de chaleur émise par les moteurs et les générateurs et un système innovant de traitement des émissions de gaz est aussi installé. Tous ces aspects lui ont valu le passeport vert de la société de classification Lloyd's Register.
Afin de rester en liaison continue avec le reste du monde, et ce n'importe où, le Rainbow Warrior III est équipé des systèmes de communication et de navigation les plus modernes. Le navire compte une trentaine de membres d'équipage. À bord se trouve une salle de conférence, un bureau destiné à l'organisation des campagnes ainsi que de l'espace aménagé pour la recherche scientifique. Une plateforme d'atterrissage pour hélicoptère est située sur l'arrière du navire.

## Fonctions
Dans la continuité des précédentes missions des Rainbow Warriors, le dernier venu sert de base mobile à Greenpeace pour réaliser des campagnes environnementales et de sensibilisation de même que des activités de recherche scientifique. Le médiatique Rainbow Warrior I s’est déjà fait remarquer dans son action en 1985 pour stopper la reprise des essais nucléaires français à Moruroa. Il a également combattu le programme de la chasse à la baleine orchestré par le Japon, dans les mers australes.

## Financement
Hormis par les fonds de l'organisation et les dons habituels, le financement du navire arc-en-ciel a été ouvert au public par un site web spécifique et original permettant à tout un chacun de financer des parties précises du navire, comme des parts de voiles ou de sols, des vis, du mobilier, le gouvernail, etc. En échange, chaque donateur reçoit un certificat et a son nom sur une liste qui est affichée dans le navire, rendant très personnel chaque don.